# Anahata
Anāhata (sanskrit selon IAST signifiant « souffle non frappé ») est, dans la tradition hindoue du Yoga, le nom du quatrième centre énergétique (ou chakra) du corps subtil  situé au niveau du coeur. Considéré comme l'un des chakras majeurs dans le Haṭhayoga et les Upanishad [réf. nécessaire]tardives du yoga, Anāhata se réfère également au concept védique de son non-humain ou son du royaume céleste. Le yoga n'est pas mentionné à l'époque des Veda qui se faisaient par transmission orale, reste un chemin d'étude et de pratique en Occident[pas clair]. 
Le mot sanskrit "anahata", signifie aussi "non-produit". Dans le Gheranda Samhita, section pranayama, versets 77 à 81 on parle du ou des sons non produits (anahata) que l'on peut écouter en méditation, quand on connait la technique pour le faire (Purak Pranayama ou Bhramari). Ces sons font une sorte de musique-intérieure nommée "Nada". Un son non produit est un son que rien de physique ne produit, ni bol tibétain, ni récitation, ni animal, ni le vent. Ces sons anahata se jouent en nous par la force même de la vie, selon les écritures comme celle citée plus haut. Le souffle non frappé est en fait le "son non frappé", donc, s'il n'est pas frappé c'est qu'il est "non-produit".

## Anahata et physiologie
Le kshetram d'anāhata chakra se situe au niveau du plexus solaire, entre les deux poumons. Sa place réelle est à cette hauteur mais plus au niveau de la colonne vertébrale[réf. nécessaire].

### Représentation
Sa représentation est un lotus à douze pétales de couleur bleue. D'après certains, un autre chakra à douze pétales aussi, est situé dans le muscle cardiaque, plus à gauche physiquement; elle serait verte. Deux triangles entrelacés représentent les deux forces l'une masculine, l'autre féminine, qui s'entrecroisent au niveau de ce confluent énergétique; certains swamis parlent de la déesse Shakti et du dieu Shiva; ils seraient à la base de la kundalini; cependant Kali et Isha sont les divinités associées à anahata. Il faut rappeler qu'à chaque chakra majeur, les deux forces se rencontrent. Une flamme éternelle est au centre de anāhata, elle symbolise l'âme individuelle, mais aussi rappelle le feu du chakra du dessous, manipura. L'animal associé est une antilope, rapide et légère.

## Anahata chakra en dessins

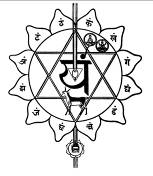

## Bija mantra
La mantra d'éveil de ce chakra est: "yam". Sur chacun des douze pétales, une syllabe sanskrite propre est attribuée, ce sont: kam, kham, gam, gham, ngam, cham, chham, jam, jham, nyam, tam et tham.

## Fonction
Anāhata chakra est le centre de la compassion. C'est le chakra de la charité sans égoïsme. Les actes désintéressés qui contrent la nature basse, notamment due à l'inertie et à la possession personnelle (les tamas et les rajas), sont créés grâce à anāhata chakra. Son élément est l'air. Son sens est le toucher  (tvak associé à sparśa); les organes liés: la peau et, les mains.

## Pratique d'éveil
De nombreux āsana issus du haṭha yoga cherchent à éveiller anāhata chakra.

## Comparaison avec les autres religions
- Dans le bouddhisme tibétain, au niveau de la région du cœur est située une roue blanche à 8 pétales. Elle se divise en trois autres roues [5].
- Dans le qigong, la roue médiane se situe au niveau d'anahata chakra. C'est un des trois dantians qui transforme l'énergie en force spirituelle.
- Dans la kabbale, le sephirah central, Tiphereth, est associé avec la région du cœur [6].
- Dans l'Islam, Allah dit au prophète dans la sourate 94 du Coran (L'ouverture) : « N'avons-Nous pas ouvert pour toi ta poitrine ? » De nombreux soufis rapprochent cette ouverture à l'ouverture du chakra du coeur.
- La représentation de l'Anahata fait penser à l'Étoile de David.

## Source
- Swami Satyananda Saraswati, Kundalini Tantra, publié en France chez éditions Swam, édition de 2005, pages 204 et suivantes,  (ISBN 9782950338976).
- Swami Satayananda Saraswati, Asana, Pranayama, Mudra, Bandha chez Swam éditions.